# ذو الجناح
ذو الجناح هو اسم حصان الحسين بن علي، سُمِّي بهذا الاسم لسرعته. عندما سقط الحسين على الأرض ذبّ هذا الفرس عنه وهاجم فرسان العدو وقتل جماعة منهم.